# Universo ao Meu Redor
Universo ao Meu Redor é o sétimo álbum de estúdio da cantora brasileira Marisa Monte. Foi lançado em março de 2006, simultaneamente com o disco Infinito Particular.

## Lançamento
| Críticas profissionais | Críticas profissionais |
| Avaliações da crítica  | Avaliações da crítica  |
| Fonte                  | Avaliação              |
| ---------------------- | ---------------------- |
| All Music Guide        | [ 1 ]                  |
| Zerozen                | Mista                  |
| Ziriguidum             | Favorável              |

Se tornou o primeiro álbum de Monte a não alcançar a primeira posição no Brasil, pois o disco Infinito Particular, estreou na primeira posição. Vendeu 250 mil no Brasil, sendo certificado de duas vezes platina. Ganhou vários prêmios incluindo: Grammy Latino na categoria Melhor Álbum de Samba, Prêmio TIM de Música na categorias Melhor Cantora Samba e Melhor Cantora Voto Popular. O álbum foi lançado no mesmo dia que Infinito Particular.
Para promover tanto este quanto o álbum Infinito Particular, Monte embarcou na turnê Universo Particular Tour, que percorreu diversos lugares do mundo entre 2006 e 2007.
O álbum contém tanto faixas novas de autoria da própria Marisa com alguns parceiros, e algumas regravações. A faixa "Statue of Liberty" conta com a participação de Fernandinho Beat Box, David Byrne fazendo as vozes em Inglês e da própria Marisa tocando ukulele. "Meu Cantinho" conta com Marisa tocando kalimba.
Nas palavras de Marisa:

Eu sabia, através do meu contato com o samba carioca e, principalmente, pelo convívio com a Velha Guarda da Portela e pelo trabalho de pesquisa para o disco deles em 99, que havia um repertório incrível, presente apenas na tradição oral, que estava se perdendo pouco a pouco. A curiosidade me fez querer saber mais sobre isso, ampliando o conhecimento para além dos limites da Portela. Comecei a fazer uma série de encontros e entrevistas, orientada por conversas com Monarco, Paulinho da Viola, D. Yvonne Lara e meu pai, entre outros. Ouvi compositores, parentes e parceiros de sambistas antigos em busca não somente da obra deles, como também das referências criativas; da gênese do samba feito por eles. E os sambas de Jaime Silva, Argemiro, Dona Yvonne, Casemiro, Moraes e Galvão, alguns com mais de cinquenta anos, uniram-se à produção contemporânea da Adriana, do Paulinho, do Arnaldo, do Carlinhos e minha, no repertório de “O Universo ao Meu Redor”, esse meu disco focado mais do que no samba, eu diria, na atmosfera do samba, com seus assuntos mais frequentes — o amor, a natureza, a própria música, a condição humana, o canto dos passarinhos, o quintal, o convívio através da arte...— Marisa Monte, na contra-capa do álbum

## Faixas
| Universo ao Meu Redor |                                                                  |                                              |                                |         |  |
| N.º                   | Título                                                           | Compositor(es)                               | Observações                    | Duração |  |
| 1.                    | "Universo ao Meu Redor"                                          | Arnaldo Antunes/Carlinhos Brown/Marisa Monte | Faixa inédita composta em 2005 | 3:11    |  |
| 2.                    | "O Bonde do Dom"                                                 | Antunes/Brown/Monte                          | Faixa inédita composta em 2003 | 4:02    |  |
| 3.                    | "Meu Canário"                                                    | Jayme Silva                                  |                                | 3:12    |  |
| 4.                    | "Três Letrinhas"                                                 | Galvão/Moraes Moreira                        |                                | 4:09    |  |
| 5.                    | "Quatro Paredes"                                                 | Antunes/Cézar Mendes/Monte                   | Faixa inédita composta em 2004 | 3:13    |  |
| 6.                    | "Perdoa, Meu Amor"                                               | Casemiro Vieira                              |                                | 3:04    |  |
| 7.                    | "Cantinho Escondido"                                             | Antunes/Mendes/Brown/Monte                   | Faixa inédita composta em 2004 | 3:48    |  |
| 8.                    | "Statue of Liberty" (com a participação de Fernandinho Beat Box) | Fernandinho Beat Box/David Byrne/Monte       | Faixa inédita composta em 2005 | 1:13    |  |
| 9.                    | "A Alma e A Matéria"                                             | Antunes/Brown/Monte                          | Faixa inédita composta em 2005 | 3:30    |  |
| 10.                   | "Lágrimas e Tormentos"                                           | Argemiro Patrocínio                          |                                | 4:32    |  |
| 11.                   | "Satisfeito"                                                     | Antunes/Brown/Monte                          | Faixa inédita composta em 2003 | 3:08    |  |
| 12.                   | "Para Mais Ninguém"                                              | Paulinho da Viola                            |                                | 3:14    |  |
| 13.                   | "Vai Saber?"                                                     | Adriana Calcanhotto                          |                                | 3:59    |  |
| 14.                   | "Pétalas Esquecidas"                                             | Teresa Batista/Dona Yvonne Lara              |                                | 2:33    |  |
| Duração total:        | Duração total:                                                   | Duração total:                               | Duração total:                 | 47:06   |  |

## Prêmios e indicações
| Ano  | Prêmio        | Categoria                                     | Resultado | Ref.  |
| ---- | ------------- | --------------------------------------------- | --------- | ----- |
| 2006 | Grammy Latino | Grammy Latino de Melhor Álbum de Samba/Pagode | Venceu    | [ 4 ] |